# Mézidon-Canon
Mézidon-Canon je naselje in občina v severozahodnem francoskem departmaju Calvados regije Spodnje Normandije. Leta 2006 je naselje imelo 4.688 prebivalcev.

## Geografija
Kraj se nahaja v pokrajini Auge (Normandija) ob reki Dives, 27 km jugovzhodno od samega središča regije Caena.

## Uprava
Mézidon-Canon je sedež istoimenskega kantona, v katerega so poleg njegove vključene še občine Les Authieux-Papion, Biéville-Quétiéville, Bissières, Castillon-en-Auge, Coupesarte, Crèvecœur-en-Auge, Croissanville, Grandchamp-le-Château, Lécaude, Magny-le-Freule, Méry-Corbon, Le Mesnil-Mauger, Monteille, Notre-Dame-de-Livaye, Percy-en-Auge, Saint-Julien-le-Faucon, Saint-Laurent-du-Mont in Saint-Loup-de-Fribois z 10.326 prebivalci.
Kanton Mézidon-Canon je sestavni del okrožja Lisieux.

## Zgodovina
Občina Mézidon-Canon, prvotno Mézidon, je nastala z združitvijo več nekdanjih občin: Mirbel v letu 1831, Le Breuil leta 1848 in Canon leta 1972.

## Zanimivosti
- Château du Breuil iz 17. stoletja,
- Château de Canon iz 17. stoletja,
- ruševine Château de Béranger (17. stoletje),

## Šport
Mézidon-Canon je 1. in 2. maja 1999 gostil svetovno prvenstvo v hitri hoji.

## Pobratena mesta
- Gronau (Severno Porenje - Vestfalija, Nemčija),
- Honiton (Anglija, Združeno kraljestvo).